# Монторзи (Беневенто)
Монторзи је насеље у Италији у округу Беневенто, региону Кампанија.
Према процени из 2011. у насељу је живело 145 становника. Насеље се налази на надморској висини од 418 м.